# نرکین هوراتاغ
نرکین هوراتاغ (به لاتین: Nerkin Horatagh) یک منطقهٔ مسکونی در جمهوری آرتساخ است که در استان مارتاکرت واقع شده‌است. نرکین هوراتاغ ۷۷۶ جمعیت دارد.